# Les jeux sont faits (roman)
Les jeux sont faits (De teerling is geworpen) is een scenario dat de Franse filosoof Jean-Paul Sartre in 1943 schreef. Het verhaal werd gepubliceerd in 1947 en datzelfde jaar verfilmd door regisseur Jean Delannoy.

## Verhaal
De oorspronkelijke titel Les jeux sont faits is een Franse uitdrukking die vooral gebruikt wordt in casino's en betekent dat de weddenschappen zijn geplaatst en er niet langer mag worden ingezet. De bij uitgeverij Meulenhoff verschenen Nederlandse vertaling met de titel De teerling is geworpen uit 1970 is niet langer beschikbaar. 
Het verhaal speelt zich af in Parijs, in een situering die lijkt op het tijdens de Tweede Wereldoorlog bezette Frankrijk of Vichy-Frankrijk. De plot draait om twee personages, Pierre Dumaine en Ève Charlier. Zij zijn voorbestemde geestverwanten, maar hun lotsbestemming wordt verhinderd door hun voortijdige, gewelddadige dood. Ze ontmoeten elkaar pas als ze in het hiernamaals terechtkomen.

## Samenvatting
Ève en Pierre hebben elkaar nooit ontmoet tijdens hun korte levens. In het begin van het boek is Ève erg ziek. Haar echtgenoot André heeft haar buiten haar medeweten vergiftigd, zodat hij met haar zuster  Lucette kan trouwen en toch over de bruidsschat kan beschikken. Pierre probeert een revolutie te ontketenen, maar wordt gedood door zijn vriend Lucien. Zowel Pierre als Ève realiseren zich niet dat ze al enige tijd overleden zijn. Ze komen tot een ander besef over hun levens terwijl ze ongezien rondwaren tussen de levenden en uitsluitend kunnen communiceren met de zielen van andere doden. Het kost Pierre en Ève moeite om zich aan te passen aan hun machteloze toestand. Ze ontmoeten elkaar in de wachtrij voor hun registraties bij het administratiekantoor voor de onlangs overledenen. Ze praten met elkaar over de problemen die ze hadden toen ze nog leefden, ze worden verliefd. Volgens artikel 140 mogen twee geliefden die elkaar nog nooit ontmoet hebben toen ze nog leefden proberen hun liefde te realiseren op aarde.
Pierre en Ève worden weer tot leven gebracht en krijgen een etmaal de tijd om elkaar de liefde te verklaren, anders wordt hun tweede kans op leven ingetrokken. Ze worden echter afgeleid door zaken uit hun vorige levens. Ève was vergiftigd door haar echtgenoot en moet haar zuster ervan overtuigen dat hij een slecht mens is. Pierre moet de revolutie, die hij opzette om de Regent van de troon te stoten, verhinderen. Hij kwam er tijdens zijn dood namelijk achter dat de Regent weet van de plannen voor een opstand. Pierre beseft dat de opstand een bloedbad tot gevolg zou hebben, waarbij zijn vrienden gedood worden en het verzet tot een eind komt.
Doordat ze de unieke omstandigheden waarin ze hun kennis hebben vergaard niet uit kunnen leggen, kost het ze veel moeite om hun vrienden ervan te overtuigen dat ze weten wat juist is. Ze zijn geen van beiden in staat om zich volledig af te zonderen van de zaken die ooit belangrijk waren voor hen. Pierre en Ève realiseren zich dat als ze zich niet concentreren op hun liefde, ze hun tweede kans op leven zouden kunnen opofferen.